# Северная Македония на Сурдлимпийских играх
Северная Македония участвует в летних Сурдлимпийских играх с Игр 1997 года (не участвовали в Играх 2005 года), в зимних Сурдлимпийских играх — до настоящего времени не участвовали. По состоянию на лето 2023 года, медалей на Играх ещё не выигрывали.
В период с 1949 по 1991 северомакедонские спортсмены участвовали в Играх как часть команды Югославии.